# Guido Katol
Guido Katol (* 1962 in Villach) ist ein zeitgenössischer österreichischer Maler.

## Leben
Guido Katol erhielt seine Ausbildung in der Atmosphäre einer verstärkten Hinwendung zur Malerei und erarbeitete sich vor allem eine gestische Komposition im Bereich des Figurativen. Der in Villach geborene Künstler studierte bei Maria Lassnig an der Hochschule für angewandte Kunst in Wien, seine künstlerische Tätigkeit begann jedoch bereits Anfang der 1980er-Jahre, angeregt durch die über einen längeren Zeitraum sich erstreckenden Atelierbesuche bei dem in Vorderberg im Gailtal lebenden Cornelius Kolig. Im Jahre 2020 arbeitete Guido Katol im Maria Lassnig-Atelier in der Klostergasse in Klagenfurt an Reflexionen über Anton Koligs zerstörte Fresken. Drei Gemälde, jedes ca. 4,5 m², sind entstanden: „Frühling, Zeugen, Klostergasse“. Diese Werke erheben sich gegen Zerstörung und Barbarei. Sie sind im Klagenfurter Landhaus ausgestellt. Der Künstler lebt und arbeitet in Wien.

## Werk
Während seines Studiums stellte Katol den Menschen, aber auch die Darstellung von Tieren in den Mittelpunkt seiner Arbeiten. Losgelöst von jeglicher Illustration sind seine figurativen Szenen eine Interpretation der dramatischen Gefühlswelten in einem gegenwärtigen Kontext. Die Machtspiele zwischen den einzelnen Figuren, das Ausgesetzt-Sein der Frau oder ihr Triumph gegenüber einem zweiten, zunächst wilder, mächtiger erscheinenden Tier malt der Künstler mit großer Sicherheit für den Bildraum auf die Leinwand. Die Mimik und Gestik der Figuren ist dabei zuweilen voll Ironie und Sarkasmus und bringt die Spannung zwischen den Figuren direkt und unmissverständlich zum Ausdruck. Die Intensität eines Blicks, die Haptik und Farbigkeit eines Tierfells oder einer Löwenmähne interessieren Katol jedoch auch aufgrund ihrer stofflichen Qualität und malerischen Herausforderung. So stehen seine Arbeiten stets auch in der Dialektik zwischen einer Interpretation von Wirklichkeit und der Sinnlichkeit der Farbmaterie, indem sie einfach Malerei sind – und dies in einer direkten und unmittelbaren Gegenwart. Katols Bilder sind Augenblicke, Momentaufnahmen, die im Bild festgehalten werden, keine gestellten Porträts. Vielmehr stehen Beobachtung und Erfahrung von Bewegung im Vordergrund. Das Motiv, wenngleich Basis des Bildes, stellt keine decodierende Komponente dar. Im Gegenteil: Es öffnet Variationen an eigenen Emotionen und Erinnerungen, bewahrt jedoch stets noch ein Geheimnis, lässt offen, so Guido Katol, was hinter der Malerei liegt.

### Werkauswahl
- Frühling, 2020, 190 cm × 230 cm, Öl auf Leinwand, Museum Moderner Kunst Kärnten
- Seilschaft, 2019, 140 cm × 120 cm, Öl auf Leinwand, Sammlung Marko
- Eistaucher, 2018, Öl auf Leinwand, 140 cm × 120 cm, institutionelle Sammlung Wien
- Dompteuse, 2017, 140 cm × 180 cm, Öl auf Leinwand, Privatsammlung
- Kraft, 2014, 90 cm × 80 cm, Öl auf Leinwand, Sammlung Bertolaso
- Sommer, 2013, 140 cm × 180 cm, Öl auf Leinwand, Privatsammlung
- Durst, 2012, 160 cm × 140 cm, Öl auf Leinwand, Privatsammlung
- Natureboy, 2010, Öl auf Leinwand, 140 cm × 180 cm, Privatsammlung Wien

## Ausstellungen
- 2023: PACT Torri del Benaco, „Wasserspiele“, Verona, Italien
- 2022: Galerie Atelier ck-f, München, Germany
- 2021: SPARC Spazio Arte Contemporanea - Venedig Venice
- 2020: Kolig-Saal, Landhaus Klagenfurt, Galerie Freihausgasse „Maria Lassnig und ihre Schüler*innen“, Villach
- 2019: Aurora Art Gallery, Wien
- 2018: „Kunst im Kraftwerk“, Kelag Schau-Kraftwerk Forstsee, Techelsberg am Wörthersee, Buchpräsentation und Ausstellung, Galerie am Schillerplatz, Wien
- 2017: „Sommerausstellung 2017“, RitterGallery, Klagenfurt, Buchpräsentation und Ausstellung, Galerie Freihausgasse, Villach
- 2016: „Kosmos der Tiere“, Galerie Walker, Schloss Ebenau, Weizelsdorf
- 2015: „Querschnitt“, Galerie Zimmermann Kratochwill, Graz
- 2014: Aurora Art Gallery, Wien
- 2013: „20+20“, Galerie Freihausgasse, Villach, „fokus sammlung 04, Tiere“, MMKK, Klagenfurt
- 2012: „Assoziationen“, Aurora Art Gallery, Wien
- 2011: Galerie Šikoronja, Rosegg, „fokus Sammlung 02, Menschenbilder“, MMKK, Klagenfurt
- 2010: Festival der Bezirke, Wien, * „GEMMAKUN?TSCHAUN.2010“, Villach
- 2008: „k08 :: Emanzipation und Konfrontation“, Museum des Nötscher Kreises, Nötsch, „Mit eigenen Augen“ – KünstlerInnen aus der ehemaligen Meisterklasse Maria Lassnig, Hochschule für angewandte Kunst, Wien
- 2007: Galerie Šikoronja, Rosegg
- 2005: „MOVIMENTI II“, Künstlerhaus, Klagenfurt
- 2003: „30 plusminus“, Galerie Walker, Schloss Ebenau, Weizelsdorf
- 2002: Widmanneum, Villach, Bezirksmuseum Josefstadt, Wien
- 2000: Galerie Freihausgasse, Villach
- 1999: Philips Galerie, Wien
- 1997: Galerie Holzer, Villach
- 1991: „reichweite“, Kärntner Landesgalerie, Klagenfurt
- 1990: „Grenzraum – Raum ohne Grenzen“, Künstlerhaus, Klagenfurt
- 1989: „Meisterklasse Maria Lassnig“, Hochschule für angewandte Kunst, Wien
- 1984: „Romulus Express“, Künstlerhaus, Klagenfurt, Galerie Insam, Wien, Galerie Cafe, Wien

## Auszeichnungen
- Preis der Stadt Villach

## Publikationen
- „Guido Katol“, Einführung von Otto Hans Ressler, Herausgeber Ritter Verlag Klagenfurt (30. September 2017). 216 Seiten, ISBN 978-3-85415-560-7
- „Reflexionen – über Anton Kolig zerstörte Fresken“, Sigrid Diewald, Museum des Nötscher Kreises (Hg.), ISBN 978-3-200-07170-4